# E型小惑星
E型小惑星は小惑星の表面反射スペクトルが、赤みがかっていて比較的、平坦であることを特徴とする小惑星である。アルベドは0.3以上と比較的高い。SMASS分類ではXe-型に分類される。E型小惑星の起源はより大きい母天体が破壊され、融解や再結晶を経た母天体のコアの部分が小惑星となっているものであると考えられている。
小惑星帯の内側部分に分布するハンガリア群の小惑星が大部分を占めている。ハンガリア群と異なる（64）アンジェリーナのような小惑星もある。E型小惑星は比較的小さいものが多く、直径が50kmを越えるものは3個知られているだけで、それ以外の小惑星は25km以下である。隕石のオーブライト (Aubrites：エンスタタイト・エイコンドライト)はE型小惑星が起源であると考えられている。
E型小惑星のうち、（2867）シュテインスは2008年にロゼッタにより接近観測が行われている。